# Dialeto limousin
Limousin (Lemosin em língua occitana) é o dialeto da língua occitana falado em três quartos do Limusino  (ao lado do Marchois e do Auvergnat na Charente occitana e em uma grande metade do norte da Dordonha. Faz parte do conjunto norte-occitano de dialetos.
Na Idade Média, sob a influência cultural da Abadia de Saint-Martial de Limoges e dos primeiros trovadores, incluindo Bernart de Ventadorn, poderíamos chamar de  limousin  todos os dialetos do Occitano. Este uso durou até o século XVI,

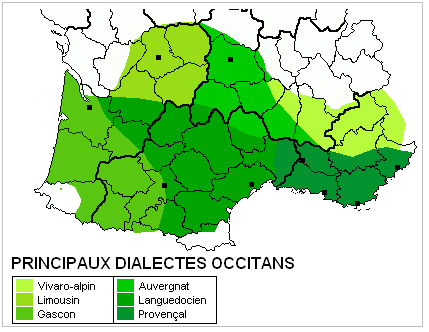
Limousin na ára Occitana

## Fonologia
Vogais do limousin :
| Vogais       | anterior        | anterior        | anterior     | anterior       | posterior       | posterior       | posterior    | posterior      |
|              | não arredondado | não arredondado | arredondada  | arredondada    | não arredondado | não arredondado | arredondada  | arredondada    |
|              | curta/ suave    | llonga / tensa  | curta/ suave | llonga / tensa | curta/ suave    | llonga / tensa  | curta/ suave | llonga / tensa |
| ------------ | --------------- | --------------- | ------------ | -------------- | --------------- | --------------- | ------------ | -------------- |
| fechada      | /i/             | /i(:)/          | /y/          | /y(:)/         |                 |                 | /u/          | /u:/           |
| semi-fechada |                 | /e:/            |              | /ø:/           |                 |                 |              | /o:/           |
| semi-aberta  | /ɛ/             |                 | /œ/          |                |                 |                 | /ɔ/          |                |
| aberta       |                 |                 |              |                |                 | /a:/            |              |                |

A vogal semiaberta posterior é freqüentemente percebida [ɒ] em uma posição atônica.
Em toda uma orla do Haut Limousin, entre Nontronnais] (no norte de Périgord), o Horte et Tardoire (no sudeste do Charente ) e a sudoeste de Pays de la Vienne (em Haute Vienne), o fonema / a: / é percebidoo [æ:].
Existem vogais inerentemente longas (cuja extensão vem de uma consoante ausente, como / a: / vindo de / a / + / s / em "nastre" (na: tre), ocasionalmente vogais longas (que ficam em uma posição tônica , como [e:] em "  lebre " ['le: bre]). No entanto, a característca de quantidade não desempenha papel fonológico (não permite diferenciar duas palavras apenas neste critério) no sistema vocálico Limousin, exceto em um pequeno número de casos isolados.
Um dos fenômenos mais peculiares do sistema fonológico do Limousin é o seu sistema de tonicidade, que, em grande parte do campo, difere do sistema occitano geral. Como no resto do domínio occitano, o acento está na penúltima sílaba ou na última. Já a distribuição do sotaque no Limousin é feita de acordo com a quantidade vocálica (comprimento), definida da seguinte forma:
- Sílabas longas ou vogais exigem a tonicidade, enquanto sílabas curtas ou vogais curtas a repelem.
- Se as duas sílabas forem de igual comprimento, ou seja, ambas longas ou curtas, a ênfase está na finalização. A dificuldade de determinar claramente qual é o tônico em algumas declarações é tal que é muito difícil dizer "  vachas " se alguém ouvir ['va: sa:] ou [va 'sa:] em tal e tal subdialeto.
- A tonicidade está na penúltima sílaba quando o vogal final é curto e o penúltimo é:
  - a) seja intrinsecamente longo, um vogal nasal, um ditongo descendente, um vogal + [r];
  - b) ocasionalmente é longo.
- Caso contrário, a tonicidade geralmente é final.

Isso permite compreender melhor, por um lado, a frequência de oxítonas no Limousin e, por outro lado, a acentuação da penúltima em palavras que são acentuadas, mas o último em outros dialetos.
Esta descrição não se aplica a todo o domínio do dialeto Limousin, mas apenas a uma grande parte central, sendo os dialetos mais periféricos mais alinhados com a acentuação occitana geral. O Limousin Superior e o Limousin Inferior são amplamente afetados por esse fenômeno, enquanto o Perigord (como um subdialeto) parece escapar disso.
Labialização de vogais altos / i, u / en [y] perto de uma consoante labial:
Perto de uma consoante labial (/ p, b, m, f, v /), os vogais altos / u / e / i / são frequentemente labializados em [y] na posição pretônica. Por exemplo:   primier  [pry'mje],   crivèu  [kry'vew] ~ [kry'vœw]. Também pode afetar o radical vogal de certos verbos quando passa na posição maçante, em particular em infinitivos em  -ir , onde o vogal escrito "o" é pronunciado não [u] como no caso usual., Mas frequentemente [y] em uma posição pretônica quando adjacente a uma consoante labial:   morir  [my'ri],   cobrir  [ky ' bri],   fornir  [fyr'ni]. Este é particularmente o caso em limusines altas.
Consoantes do limousin :
| CONSOANTES | labial | labial   | dental e alveolar | dental e alveolar | palatal | palatal | velar | velar  |
|            | surda  | sonora   | surda             | sonora            | surda   | sonora  | surda | sonora |
| ---------- | ------ | -------- | ----------------- | ----------------- | ------- | ------- | ----- | ------ |
| oclusiva   | /p/    | /b/      | /t/               | /d/               |         |         | /k/   | /g/    |
| fricativa  | /f/    | /v/      | /s/               | /z/               |         |         |       |        |
| africada   |        |          |                   |                   | /tʃ/    | /dʒ/    |       |        |
| nasal      |        | /m/      |                   | /n/               |         | /ɲ/     |       |        |
| lateral    |        |          |                   | /l/               |         | (/ʎ/)   |       |        |
| vibrante   |        |          |                   | /r/               |         |         |       |        |
| semivogal  |        | /w/, /ɥ/ |                   |                   |         | /j/     |       |        |

As fricativas alveolares / s, z / são freqüentemente tornadas pós-alveolares, ou mesmo palatinas [ʃ, ʒ] em muitos dialetos.
As consoantes mostradas na tabela como africadas / tʃ, dʒ / mostram variação significativa entre sub-dialetos. Eles podem ser percebidas pós-alveolares ou alveolares [ts, dz]. Em alguns dialetos, eles são reduzidos a fricativas, que podem ser palatais [ʃ, ʒ] (em Marchois, por exemplo), alveolar [s, z] (em muitos dialetos do Périgord) ou interdentais [θ, ð] (como em o Duplo, no Périgord).
Apesar de tudo, a oposição do ponto de articulação é geralmente mantida entre as fricativas originais (/ s, z /) e aquelas resultantes da desafricação de / tʃ, dʒ /. Em alguns dialetos (como no vale da Ilha, no Périgord), observamos uma inversão do ponto de articulação: / s, z / são realizados palatais ([ʃ, ʒ]), e / tʃ, dʒ /, como fricativas coronais ([s, z] ou [θ, ð]).
As nasais só se opõem na posição de ataque silábico. Na posição de final sílaba, [m], [n] e [ŋ] são alofones.
Em Limousin, como em geral no Norte da Occitânia, existe apenas um fonema rótico, geralmente executado como uma vibrante(simples), apesar da implosiva crescente do R uvular francês. Os finais  -r  são mantidos em certos sufixos (em -  ou , -  ador , por exemplo), nos infinitivos en -  ar  e -  ir ' ', mas geralmente vocalizado em [j] depois de "E": ' 'lo ser' ' [sej] (noite), ' 'valer' ' [vɔlej ] (valer a pena),   èsser  [essej] (valer a pena).
Tratamento de  -s-  etimológico, mantido na grafia, na posição final da sílaba.
- Quando o S segue um A, em geral o S se anula. O vogal adota sua forma mais extensa e se alonga em [a:]:  bastir  [ba: 'ti] (construir),' 'nascut' '[na:' ky] (nascido),  las belas filhas  [la: 'bɛla:' fija:] (lindas garotas),  chantes  ['sɔ̃nta:] (você canta).
  - [a:] compartilha muitas características com o vogal tônico A: timbre firme e extensão. Portanto, esse também pode atrair os outros correlatos do afonso tônico:  bastir  ['ba (:) ti],' 'nascut' '[' na (:) ky],  las belas filhas  [ la (:) be'la (:) fi'ja (:)],  chantas  [sõn'ta (:)]. Quando [a:] usa um acento tônico, pode perder extensão.
- As consoantes nasais são instáveis na posição final. Quando se acomoda, o vogal anterior pode permanecer em sua forma nasal ou ser desnasalizada e terminar em sua forma mais relaxada. Depois de um A nasal ou denasalizado, o S é simplesmente divertido e o vogal permanece inalterado: "planos" [plo], [plõ], [plõŋ] o [plõm] (planos).
- Atrás de E e É, o S é normalmente semivocalizado em iod [j], e um ditongo [ej] é formado:  estiu  [ej'tiw] (verão),  escòla  [ej ' kolɔ] (escola),  cranes dròlles  [kranej drolej] (lindas crianças), vòles [vɔlej] (você quer), francés [frõn'ʃej] (francês).
  - Quando há uma consoante muda no final da palavra, tudo acontece como se não existisse:  un piquet  [ym pi'kɛ] (un piquet) /  piquets posteriores  [du : pi'kej] (duas estacas).
  - Quando se trata de uma consoante nasal, pode-se perceber como se o S não existisse ou pode simplesmente emudecer:  lo fen  [lu 'fɛ] (o feno) /' 'los fens' '[ lu: 'fej] ou [lu:' fɛ] (feno).
- Observe que, no Limousin, o ditongo [aj] na posição tônica alterna com [ej] na posição não tônica. Isso levou a casos de confusão nas formas conjugadas de verbos que mostram o ditongo [ej] do grop  –es–  na posição atônica, e o ditongo [aj] pode aparecer ali na posição tônica:   espiar  [ej'pja] (olhar)>   éspia  ['ajpjɔ] (ele / ela olha), ' ' peschar  [pej'sa] (pescar)>   pescha  ['pajsɔ] (ele / ela está pescando).
- Atrás de È, no caso geral, o S é tornado surdo e a vogal adota sua forma tensa e se alonga em [e:]:  tèsta  [te: tɔ] (cabeça),  estestar  [ejte: 'ta] (parar),' 'arrèsta' '[ɔ're: tɔ] (para),' 'prisões' '[ɔre:' te:] (para que pare),  un pè  [ym 'pɛ] (um pé),' 'dos pès' '[du: pe:] (dois pés),' 'mèsme' '[' me: mɛ] (mesmo). Observe que o grupo se mantém [e:] mesmo em uma posição não tônica.
- Atrás da tônica, no caso geral, há um enfraquecimento do S e o vogal adota sua forma mas extensa e se alonga em [o:]:  còsta  [ko: tɔ] (costela),  gròs  [ gro:] (gordo). Em alguns casos, pode haver uma ditongação de [o:] em [ow]:  nòstre  [no: trɛ] o [nowtrɛ] (nosso / nosso).
- Atrás do O tônico ou lento, normalmente há amolecimento do S e alongamento compensatório da vogal:  dos  [du:] (dois), dosta ['du: tɔ] (ele tira), dostar [du: 'ta] (remover), dostat [du:' ta] (remover).
- Atrás dos vogais I e U anteriores fechadas, o "S" geralmente soa, mas os vogais fechadas anteriores têm pouca tendência a se alongar, por isso é raro encontra-los longos. O alongamento compensatório do fortalecimentoo do "S" não faz sentido

Os primeiros trovadores que escreveram em Limousin foram Guilherme IX da Aquitânia, Bernart de Ventadorn]],, Giraut de Bornelh freqüentemente também seus herdeiros. Sobre a conservação dos principais documentos do Occitano sobre o Ritmo do Diálogo, notadamente o "Boecis, como versões críticas do 1000. Foi também a língua nativa dos grandes senhores da Aquitânia ou de seu sua Limousin por exemplo Aliénor d 'Aquitânia ou Richard Cœr de Lion, que compõe poemas em uma limusine langue.

## Geografia
| alt = Mapa da França cujas áreas geográficas correspondentes aos dialetos são coloridas.]]

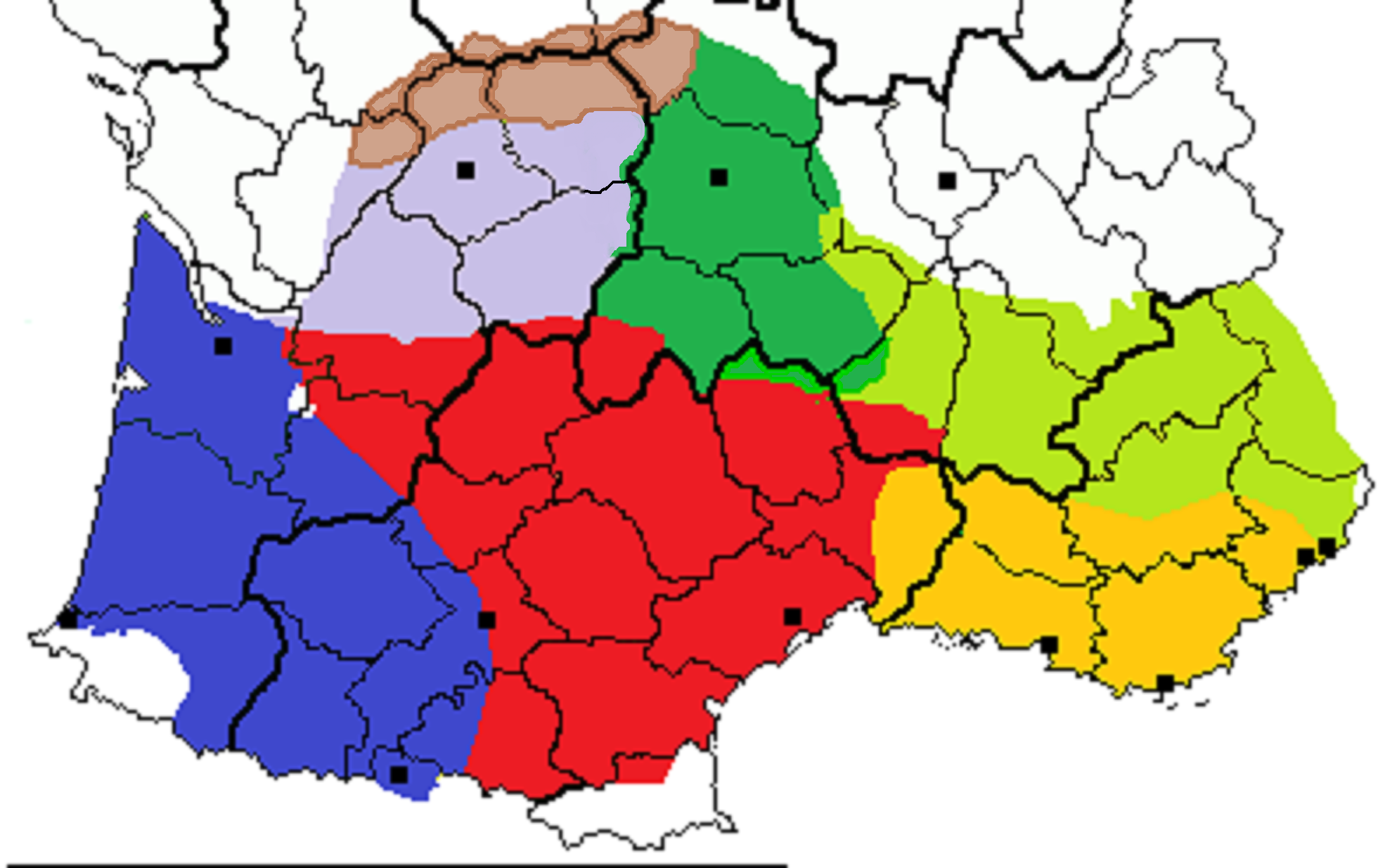
Mapa dos dialetos occitanos

É falado nos três departamentos da região francesa de Limousin (antiga região administrativa) - toda Haute-Vienne]], os três quartos ocidentais de Corrèze (o resto fala Auvergnat também reduzida a algumas comunas no extremo sul de Languedoc, a metade ocidental de Creuse  (o resto falando Auvergnat]]). Limousin também é historicamente falado em algumas cidades na parte sudeste do departamento de Vienne, no terço oriental de Charente ( Charente occitane , que inclui a Charente limousina, a fronteira leste de Angoumois e uma orla sudeste do departamento que faz fronteira com a Dordonha e ao longo da metade norte da Dordonha até   linha oeste-leste linha que vai do sul de Mussidan ao sul de Montignac-Lascau.

## Situação

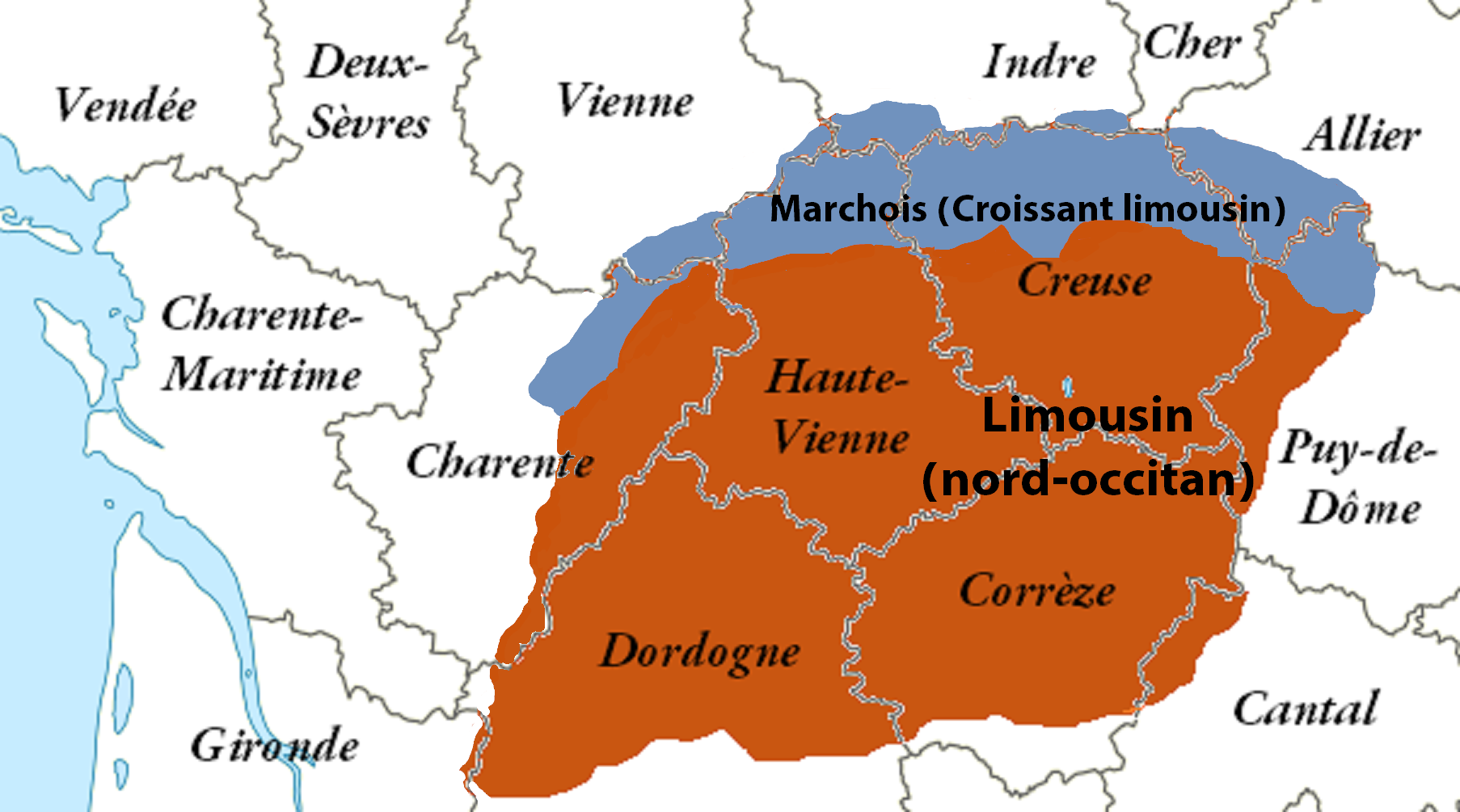
Dialeto limousin.

O dialeto Limousin foi até o século XVI a língua oficial da província e permaneceu como a língua oral dominante até o início do século XX, incluindo em alguns bairros operários de ambientes urbanos (Limoge, Saint-Junien), época da qual os franceses dominaram. Em 2010, a Organização das Nações Unidas - UNESCO classificou-o como "gravemente ameaçado de extinção" em seu "Atlas de línguas ameaçadas de extinção".
O Limousin é usado principalmente por residentes rurais com mais de 70 anos. Todos os seus falantes também falam francês e seu uso ainda tende a diminuir. Mas a maioria dos Limousins de nascimento sabe, mesmo quando não compreende totalmente a língua, expressões, provérbios ou outras canções na língua occitana que fazem parte de sua herança cultural.
Existem duas creches / escolas primárias Occitanas imersivas (calandreta} ) na área do dialeto Limousin: uma em Limoges e a outra em Périgueux]]. Eles são seculares, gratuitos e usam uma pedagogia ativa e participativa resultante da pedagogia de Freinet. Eles estão abertos a todos, sem exceção, incluindo crianças cujos pais não falam occitano. Eles participam da transmissão e da continuidade da língua Limousin, educando as crianças no bilinguismo Occitano-Francês. Três professores ensinam Limousin Occitan em faculdades, escolas secundárias e no University Institute of Technology em Limousin.
Traços de Limousin Occitan ainda podem ser encontrados em muitos sobrenomes e nomes de lugares. A língua também deixou sua marca nas expressões dos Limousins (Limousinisms), bem como em seus sotaques regionais na França quando se falava francês.
No século XVI, na Comunidade Valenciana e em Maiorca]], a expressão  Língua Limousin  ou  llemosí  era usado pela primeira vez para falar sobre a maneira de falar dos trovadores catalães. Então, este termo foi usado até o século XIX, às vezes para falar da língua catalã] e
Painéis laterais.

## Escritores em Limousin
- Jean-Baptiste Foucaud (1747-1818), Limougeaud conhecido por suas adaptações occitanas das fábulas de La Fontaine.
- Édouard Cholet (1833-1917) conhecido como Lingamiau - Limoges - Autor de La Nhiorlas de Lingamiau.
- Padre Joseph Roux] (1834–1905), de Tulle, que reviveu a escrita literária de Limousin no século XIX com seu longo poema La Chansou lemouzina }[4] et codifié l’orthographe limousine dans sa Grammaire limousine (1893–1895).[5]
- Roger Ténèze (1904–1976), journaliste à « la Voix du Nord », autor de romances Noreia e os poemas Las Ombras Sobeiranas).[6]
- Marcelle Delpastre]] (1925–1998), poeta, etnógrafo, memorialista …[7]
- Jean Mouzat, poeta e autor de estudos sobre os Trovadores, em particular sobre Gaulcem Faidit.[8]
- Albert Pestour]] (1892–1965), poète (Lous rebats sus l’Autura).[9]
- Jan dau Melhau
- Limousin Occitan e sub-dialetos segundo Michel Chadeuil, o de Vaures, poeta, contista, romancista, para para Jan dau Melhau e Joan-Pau Verdier.[10]

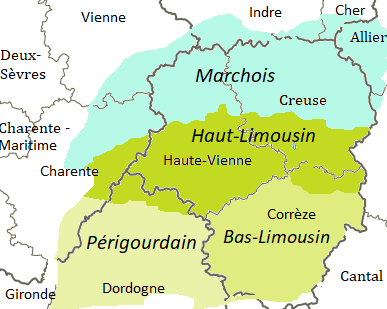
Limousin Occitan e sub-dialetos segundo Michel Chadeuil, o de Vaures, poeta, contista, romancista, para para Jan dau Melhau e Joan-Pau Verdier

- Paul-Louis Grenier, originário de Creuse e de Chambon-sur-Voueize.

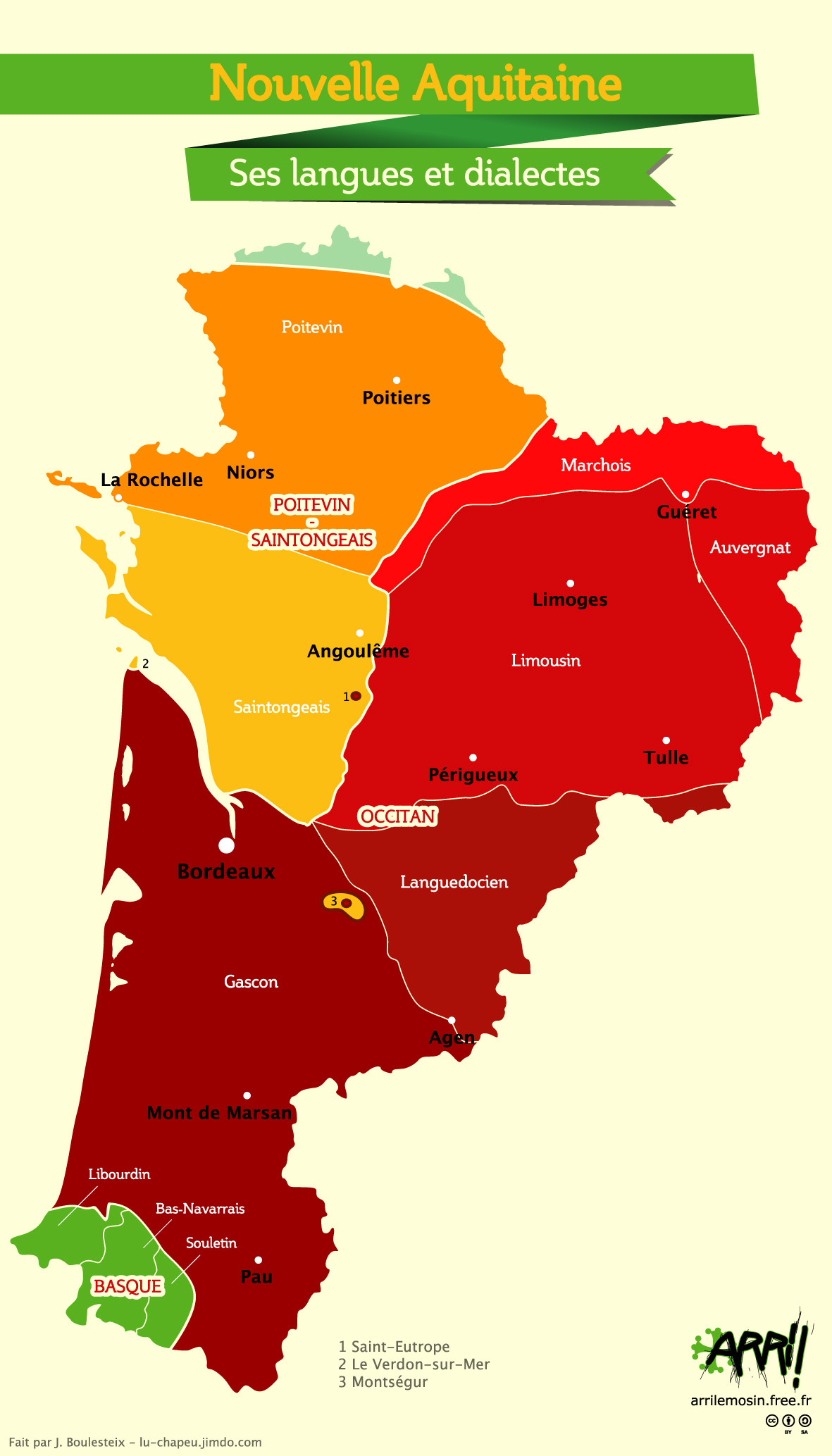
Mapa linguístico da região Nouvelle-Aquitaine de acordo com o coletivo Arri! Ives Lavalade, limousin de Haute-Vienne autor de muitas obras de de referência em grafia normalizada.

- Jean Ganiayre
- Mapa linguístico da região Nouvelle-Aquitaine de acordo com o coletivo Arri! Ives Lavalade, limousin de Haute-Vienne autor de muitas obras de de referência em grafia normalizada..

## Amostra de texto
Totas las personas naisson liuras e egalas en dignitat e en drech. Son dotadas de rason e de consciéncia e lor chau (/fau) agir entre elas emb un esperit de frairesa.
Português
Todos os seres humanos nascem livres e iguais em dignidade e direitos. Eles são dotados de razão e consciência e devem agir em relação uns aos outros com espírito de fraternidade. (Artigo 1 da Declaração Universal dos Direitos Humanos)